# 쓰시마 (방호순양함)
쓰시마(対馬)는 일본 제국 해군의 방호순양함으로, 니타카형 방호순양함 2번함이다. 함 명칭은 옛 나라 쓰시마국(대마도)을 따서 명명되었다.

## 경력
1901년 히로시마 구레 조병창에서 기공 1904년 2월 14일에 준공, 3등순양함으로 분류되었다.
1904년 러일 전쟁이 발발하자 황해 해전, 코르사코프 해전, 쓰시마 해전 등에 참가했다. 1912년 8월 28일, 이등함으로 등급이 변경되었다.
제1차 세계 대전에서 술루해, 인도양, 남아프리카 공화국 수역에서의 작전을 맡았다. 1919년부터 이듬해에 걸쳐 시베리아 출병에 따라 연해주 북 사할린 경계 임무를 담당했다.
1921년 9월 1일 2등 해방함으로 등급이 변경되었다. 이듬해부터 1935년까지 대부분 중국 경계 임무에 투입되었고, 1935년에 요코스카 해병단 연습선으로 지정되어 계류되어 사용되었다. 1939년 4월 1일에 퇴역하여 잡선박에 편입되어 요코스카 해병단 연습선으로 지정되어 계류하여 사용되었다. 이듬해 4월 1일 폐함 제10호로 가칭되어 요코스카 해병단 연습선, 이후 항해 학교 응급 연습선으로 사용되었으나, 1944년 중반 미우라 반도 오츠 해안에서 뇌격 훈련 표적으로 사용되어 누수에 의해 침몰 했다.

## 참고자료
- 구레시 해사 역사 과학관편 『일본 해군 함정 사진집 · 순양함』 다이아몬드 사, 2005년.
- 잡지 「마루」 편집부 『사진 일본 군함 제5권 경순양함 Ⅰ』 (光人社, 1989년) ISBN 4-7698-0455-5
- 『조함 기술의 전모』 興洋社, 1952년.
- 해군역사보존회 『일본 해군의 역사』 제7권, 제9권, 제10권, 第一法規出版 1995년.
- 관보